# 3191 Svanetia
3191 Svanetia је астероид главног астероидног појаса чија средња удаљеност од Сунца износи 2,873 астрономских јединица (АЈ).
Апсолутна магнитуда астероида је 12,1.